# Casertana (maiale)
La razza casertana è un ceppo suino autoctono italiano, fra i più antichi dell'Italia meridionale. Presenta le caratteristiche tipiche del suino iberico-mediterraneo con profilo fronto-nasale rettilineo e orecchie rivolte in avanti a coprire gli occhi.

## Storia
Esistente fin dal I secolo d.C., appare in alcune rappresentazioni di epoca romana quali sculture e affreschi.
Era molto diffuso sul territorio casertano fino alla seconda guerra mondiale, ma ha subito una fortissima riduzione dovuta al subentro di razze più precoci e dal rendimento maggiore; al 2007 risultano iscritti al Registro Anagrafico di razza (gestito dall'ANAS - Associazione Nazionale Allevatori Suini) solo 594 animali, scesi a 403 nel 2012. Secondo il FAO, nel 2007 lo stato di conservazione della razza era a livello critico.

## Caratteristiche e morfologia
Attualmente lo standard per la razza Casertana descrive un animale rustico, di taglia medio-piccola, scheletro leggero e solido ed arti brevi. La cute è generalmente pigmentata di grigio, grigio ardesia ma talvolta può anche presentarsi con toni più cupi tendenti al nero. La presenza di setole è ridotto al minimo, presenta solo qualche ciuffo su collo testa e coda, da cui il suo il nome meno noto “Pelatella”. La testa è piccola e di forma tronco conica, il tronco snello. Il maschio presenta testicoli pronunciati ed entrambi i sessi dispongono di almeno 10 capezzoli. Una peculiarità morfologica della razza casertana è che alcuni soggetti presentano delle appendici cutanee nella regione parotidea che prendono il nome di tèttole.

## Allevamento
Data la caratteristica rusticità della razza l’allevamento tradizionale prevede un largo uso di pascoli di castagna, quercia e faggio con un ridotto utilizzo di mangimi.
La prolificità è bassa con una media di 4-6 suinetti per parto con un massimo di 10.
Le scrofe raggiungono entro l’anno mediamente 120-140 kg, mentre i verri 150-170 kg, i capi all’ingrasso superano i 200 kg.
Lo spessore del lardo è mediamente di 4 cm e apparentemente la razza risulta sprovvista del gene alotano, responsabile della produzione di carni PSE (Pale, Soft and Exudative).

## Salvaguardia
Per salvaguardare la risorsa genetica locale è stato istituito il Registro Genealogico Nazionale dei genotipi locali su richiesta dell’Associazione Italiana Allevatori di Suini (ANAS) e la “Banca del seme delle razze suine locali italiane” grazie ai finanziamenti della Commissione Europea per il “Progetto europeo per una banca delle risorse genetiche suine”. Gli operatori e le associazione professionali hanno istituito un “decalogo per il corretto allevamento del suino casertano” che prescrive dettagliatamente le modalità di allevamento relative sia alle superfici che all’alimentazione e quelle di macellazione.